# Willem von Wrangel auf Lindenberg
Willem von Wrangel auf Lindenberg (Wijchen, 22 april 1815 - Utrecht, 23 april 1896) was een Nederlands luitenant-generaal.

## Biografie
Wrangel was een lid van de familie Wrangel en een zoon van Karl Heinrich Friherre von Wrangel auf Lindenberg (1761-1821), kapitein in Statendienst, en Angenitta Koentz (1781-1851). Hij trouwde in 1860 met jkvr. Frederika Suzanna Louise Henriette Nedermeyer van Rosenthal (1832-1912), lid van de familie Van Rosenthal, met wie hij drie kinderen kreeg.
Wrangel was in 1859 kapitein bij het regiment grenadiers en jagers en kreeg toen bij Koninklijk Besluit verlof tot het aannemen en dragen van de versierselen die horen bij het ridderschap van de Noorse Sint-Olafsorde. In 1861 kreeg hij het onderscheidingsteken XXV voor 25-jarige officiersdienst. In 1864 werd hij bevorderd tot majoor der infanterie, in 1867 tot luitenant-kolonel, in 1870 tot kolonel.
In 1873 werd Wrangel benoemd tot lid van het Hoog Militair Gerechtshof en werd even daarna benoemd tot generaal-majoor. In 1873 werd hij kandidaat gesteld door de anti-revolutionairen voor het district Amsterdam voor de Tweede Kamerverkiezingen; ook voor andere districten was hij in latere jaren kandidaat maar tot verkiezing kwam het niet.
Wrangel was vanaf 1876 voorzitter van de Nederlandsche Militaire Bond. Hij overleed een dag na zijn 81e verjaardag. Hij was ridder in de Orde van de Nederlandse Leeuw en in de Orde van de Eikenkroon.
Bij Koninklijk Besluit van 29 maart 1885 werd Wrangel ingelijfd in de Nederlandse adel waardoor hij en zijn nageslacht het predicaat jonkheer/jonkvrouw mochten gaan voeren; met een dochter stierf deze Nederlandse adellijke tak in 1958 uit.